# Kónya Ádám (sífutó)
Kónya Ádám (Veszprém, 1992. szeptember 19. –) magyar sífutó, sílövő, olimpikon.

## Pályafutása
Tanulmányait a Vetési Albert Gimnáziumban végezte, sportolni pedig a helyi VUK (Veszprémi Utánpótlás Klub), majd a VEDAC-ban (Veszprémi Egyetemi és Diák Atlétikai Club) kezdett. Gyerekként úszott, majd ezt követően váltott a sífutásra. Hat éven át Ausztriában készült, ezt követően tért haza, majd Szabó László lett az edzője.
2011-ben az Oslóban rendezett északi sí-világbajnokságon a 10 kilométeres táv selejtezőjében a 20. legjobb időt érte el, legjobb magyar versenyzőként szerepelve. A 2015-ös világbajnokságon a svédországi Falunban a 69 fős mezőnyben a 10. legjobb idővel bejutott a döntőbe a 15 kilométeres versenytávon. Ez neki sikerült először magyar versenyzőként.
2017 januárjában ár a Veszprémi Sí Egylet színeiben kiharcolta az olimpiai kvalifikációs jogot, miután a Slavic Cup elnevezésű versenyen a 12. helyen végzett. Ő lett Veszprém első téli játékokon szereplő olimpikonja. Felkészülését a balatonalmádi önkormányzat is segítette, aminek köszönhetően ausztriai és norvég edzőtáborozásokkal készülhetett a játékokra. A 2018. évi téli olimpiai játékokon 15 kilométeres síkfutásban és az egyéni sprintszámban indult. Utóbbi versenyszámban a 67. helyen végzett.
2018 őszén a svédországi Falunban turizmusmenedzsment szakon kezdte meg egyetemi tanulmányait. A 2019-es északisí vb-n a sprintben 69., 15 kilométeren 71. volt.
A 2021-es világbajnokságon a sprintben 81. lett a selejtezőben. A 10 kilométer selejtezőjéből nem jutott tovább, de teljesítette az olimpiai szerepléshez szükséges szintidőt.
Az olimpián a sprintverseny selejtezőjében 72. lett.

## Díjai, elismerései
Az év magyar sífutója: 2012, 2015, 2016, 2017, 2018, 2019, 2020, 2021, 2022, 2023, 2024